# Polycyrtus thoracicus
Polycyrtus thoracicus là một loài tò vò trong họ Ichneumonidae.